# Artesunato
Artesunato é um fármaco usado no tratamento de malária. É um derivado semi-sintético da artemisinina solúvel em água, podendo ser administrado através de injeção. De acordo com a Organização Mundial de Saúde, o artesunato intramuscular, intravenoso ou intra-rectal é a primeira linha de tratamento para a malária grave. Em regiões com elevada taxa de transmissão da doença, os ensaios clínicos entre adultos asiáticos e crianças africanas recomendam veemente o uso de artesunato em relação ao quinino no tratamento de malária falciparum.